# Carena de les Viudes
La Carena de les Viudes és una serra situada al municipi de Veciana a la comarca de l'Anoia, amb una elevació màxima de 677 metres.